# Pilou Asbæk
Pilou Asbæk, właśc. Johan Philip Asbæk (ur. 2 marca 1982 w Kopenhadze) – duński aktor, występował w jednej z głównych ról w serialu Rząd, był prowadzącym 59. Konkursu Piosenki Eurowizji.

## Życiorys
Jego rodzicami są Maria Patricia (z domu Tonn) oraz Jacob A. Asbæk, którzy prowadzą galerię sztuki Asbæk w Kopenhadze. Jego matka urodziła się w Casablance, a z kolei jej rodzicami byli Duńczyk i Francuzka.
Pilou Asbæk w 2008 ukończył studia w Den Danske Scenekunstskole. W tym samym roku zadebiutował w filmie Dwa światy. Następnie wystąpił m.in. w drugim sezonie serialu kryminalnego The Killing, w anglojęzycznym serialu Rodzina Borgiów, a także w filmie Lucy w reżyserii i ze scenariuszem Luca Bessona. Dużą popularność przyniosła mu rola spin doktora Kaspera Juula w serialu politycznym Rząd, sprzedanym przez duńską telewizję publiczną do ponad 70 krajów, w tym do Polski.
W 2014 publiczny nadawca-radiowo telewizyjny Danmarks Radio (DR) ogłosił, iż Asbæk będzie jednym z trzech prowadzących koncerty 59. Konkursu Piosenki Eurowizji organizowanego w Kopenhadze. Był najmłodszym z prezenterów i zarazem jedynym nie posiadającym wcześniejszego doświadczenia w prowadzeniu programów telewizyjnych.
W 2015 wystąpił w głównej roli w filmie Wojna, który był nominowany do Oscara w kategorii „najlepszy film nieanglojęzyczny”.
W 2016 roku dołączył do obsady serialu HBO Gra o tron, wcielając się w postać Eurona Greyjoya.

## Filmografia
filmy
- 2008: Dwa światy (To verdener) jako Teis
- 2012: Porwanie (Kapringen) jako kucharz Mikkel Hartmann
- 2014: Lucy jako Richard
- 2014: Zabójcy bażantów (Fasandræberne) jako Ditlev Pram
- 2015: Inwazja. 9 kwietnia 1940 jako podporucznik Sand
- 2015: Wojna (Krigen) jako Claus Michael Pedersen
- 2016: Ben-Hur jako Poncjusz Piłat
- 2017: Ghost in the Shell jako Batou
- 2021: W strefie wojny (Outside the Wire) jako Victor Koval
- 2022: Uncharted jako Gage
- 2024: Miasteczko Salem (Salem’s Lot) jako Richard Straker

seriale
- 2009: The Killing (Forbrydelsen) jako David Grüner (sezon 2, odc. 3)
- 2010–2013: Rząd (Borgen) jako Kasper Juul
- 2013: Rodzina Borgiów (The Borgias) jako Paolo Orsini (sezon 3, odc. 2–3, 5–7, 9–10)
- 2016–2019: Gra o tron (Game of Thrones) jako Euron Greyjoy